# Pandemia di COVID-19 in Burundi
Il primo caso della pandemia di COVID-19 in Burundi è stato confermato il 31 marzo 2020.

## Antefatti
Il 12 gennaio 2020, l'Organizzazione mondiale della sanità (OMS) ha confermato che un nuovo coronavirus era la causa di una nuova infezione polmonare che aveva colpito diversi abitanti della città di Wuhan, nella provincia cinese dell'Hubei, il cui caso era stato portato all'attenzione dell'OMS il 31 dicembre 2019.
Sebbene nel tempo il tasso di mortalità del COVID-19 si sia rivelato decisamente più basso di quello dell'epidemia di SARS che aveva imperversato nel 2003, la trasmissione del virus SARS-CoV-2, alla base del COVID-19, è risultata essere molto più ampia di quella del precedente virus del 2003, ed ha portato a un numero totale di morti molto più elevato.
Il 5 maggio 2023, l'Organizzazione mondiale della sanità dichiara ufficialmente la fine della pandemia.

## Andamento dei contagi
| Data       | Data       |  | Numero di casi | Numero di morti |
| ---------- | ---------- |  | -------------- | --------------- |
| 01-04-2020 | 01-04-2020 |  | 2(N.D.)        |                 |
| 02-04-2020 | 02-04-2020 |  | 3(+50%)        |                 |
| ⋮          | ⋮          |  | 3(=)           |                 |
| 12-04-2020 | 12-04-2020 |  | 5(+67%)        |                 |
| 13-04-2020 | 13-04-2020 |  | 5(=)           | 1(N.D.)         |
| ⋮          | ⋮          |  | 5(=)           | 1(=)            |
| 20-04-2020 | 20-04-2020 |  | 5(=)           | 1(=)            |
| 21-04-2020 | 21-04-2020 |  | 5(=)           | 1(=)            |
| 22-04-2020 | 22-04-2020 |  | 11(+120%)      | 1(=)            |
| ⋮          | ⋮          |  | 11(=)          | 1(=)            |
| 02-05-2020 | 02-05-2020 |  | 15(+36%)       | 1(=)            |
| ⋮          | ⋮          |  | 15(=)          | 1(=)            |
| 17-05-2020 | 17-05-2020 |  | 23(+53%)       | 1(=)            |
| 18-05-2020 | 18-05-2020 |  | 42(+83%)       | 1(=)            |
| ⋮          | ⋮          |  | 42(=)          | 1(=)            |
| 30-05-2020 | 30-05-2020 |  | 63(+50%)       | 1(=)            |
| ⋮          | ⋮          |  | 63(=)          | 1(=)            |
| 06-06-2020 | 06-06-2020 |  | 83(+32%)       | 1(=)            |
| ⋮          | ⋮          |  | 83(=)          | 1(=)            |
| 11-06-2020 | 11-06-2020 |  | 85(+2,4%)      | 1(=)            |
| ⋮          | ⋮          |  | 85(=)          | 1(=)            |
| 16-06-2020 | 16-06-2020 |  | 104(+22%)      | 1(=)            |
| ⋮          | ⋮          |  | 104(=)         | 1(=)            |
| 21-06-2020 | 21-06-2020 |  | 144(+38%)      | 1(=)            |
| ⋮          | ⋮          |  | 144(=)         | 1(=)            |
| 27-06-2020 | 27-06-2020 |  | 170(+18%)      | 1(=)            |
| ⋮          | ⋮          |  | 170(=)         | 1(=)            |
| 03-07-2020 | 03-07-2020 |  | 191(+12%)      | 1(=)            |
| ⋮          | ⋮          |  | 191(=)         | 1(=)            |
| 13-07-2020 | 13-07-2020 |  | 269(+41%)      | 1(=)            |
| ⋮          | ⋮          |  | 269(=)         | 1(=)            |
| 16-07-2020 | 16-07-2020 |  | 303(+13%)      | 1(=)            |
| 17-07-2020 | 17-07-2020 |  | 310(+2,3%)     | 1(=)            |
| ⋮          | ⋮          |  | 310(=)         | 1(=)            |
| 20-07-2020 | 20-07-2020 |  | 322(+3,9%)     | 1(=)            |
| 21-07-2020 | 21-07-2020 |  | 328(+1,9%)     | 1(=)            |
| 22-07-2020 | 22-07-2020 |  | 328(=)         | 1(=)            |
| 23-07-2020 | 23-07-2020 |  | 345(+5,2%)     | 1(=)            |
| 24-07-2020 | 24-07-2020 |  | 345(=)         | 1(=)            |
| 25-07-2020 | 25-07-2020 |  | 361(+4,6%)     | 1(=)            |
| 26-07-2020 | 26-07-2020 |  | 361(=)         | 1(=)            |
| 27-07-2020 | 27-07-2020 |  | 378(+4,7%)     | 1(=)            |
| 28-07-2020 | 28-07-2020 |  | 378(=)         | 1(=)            |
| 29-07-2020 | 29-07-2020 |  | 387(+2,4%)     | 1(=)            |
| ⋮          | ⋮          |  | 387(=)         | 1(=)            |
| 01-08-2020 | 01-08-2020 |  | 395(+2,1%)     | 1(=)            |
| ⋮          | ⋮          |  | 395(=)         | 1(=)            |
| 06-08-2020 | 06-08-2020 |  | 405(+2,5%)     | 1(=)            |
| ⋮          | ⋮          |  | 405(=)         | 1(=)            |
| 09-08-2020 | 09-08-2020 |  | 408(+0,74%)    | 1(=)            |
| ⋮          | ⋮          |  | 408(=)         | 1(=)            |
| 12-08-2020 | 12-08-2020 |  | 409(+0,25%)    | 1(=)            |
| 13-08-2020 | 13-08-2020 |  | 410(+0,24%)    | 1(=)            |
| 14-08-2020 | 14-08-2020 |  | 412(+0,49%)    | 1(=)            |
| 15-08-2020 | 15-08-2020 |  | 412(=)         | 1(=)            |
| 16-08-2020 | 16-08-2020 |  | 413(+0,24%)    | 1(=)            |
| 17-08-2020 | 17-08-2020 |  | 413(=)         | 1(=)            |
| 18-08-2020 | 18-08-2020 |  | 416(+0,73%)    | 1(=)            |
| 19-08-2020 | 19-08-2020 |  | 422(+1,4%)     | 1(=)            |
| 20-08-2020 | 20-08-2020 |  | 422(=)         | 1(=)            |
| 21-08-2020 | 21-08-2020 |  | 426(+0,95%)    | 1(=)            |
| 22-08-2020 | 22-08-2020 |  | 429(+0,7%)     | 1(=)            |
| 23-08-2020 | 23-08-2020 |  | 430(+0,23%)    | 1(=)            |
| 24-08-2020 | 24-08-2020 |  | 430(=)         | 1(=)            |
| ⋮          | ⋮          |  | 430(=)         | 1(=)            |
| 27-08-2020 | 27-08-2020 |  | 431(+0,23%)    | 1(=)            |
| 28-08-2020 | 28-08-2020 |  | 433(+0,46%)    | 1(=)            |
| 29-08-2020 | 29-08-2020 |  | 445(+2,8%)     | 1(=)            |
| ⋮          | ⋮          |  | 445(=)         | 1(=)            |
| 02-09-2020 | 02-09-2020 |  | 448(+0,67%)    | 1(=)            |
| 03-09-2020 | 03-09-2020 |  | 448(=)         | 1(=)            |
| 04-09-2020 | 04-09-2020 |  | 451(+0,67%)    | 1(=)            |
| 05-09-2020 | 05-09-2020 |  | 460(+2%)       | 1(=)            |
| 06-09-2020 | 06-09-2020 |  | 462(+0,43%)    | 1(=)            |
| 07-09-2020 | 07-09-2020 |  | 466(+0,87%)    | 1(=)            |
| ⋮          | ⋮          |  | 466(=)         | 1(=)            |
| 10-09-2020 | 10-09-2020 |  | 469(+0,64%)    | 1(=)            |
| 11-09-2020 | 11-09-2020 |  | 469(=)         | 1(=)            |
| 12-09-2020 | 12-09-2020 |  | 471(+0,43%)    | 1(=)            |
| 13-09-2020 | 13-09-2020 |  | 472(+0,21%)    | 1(=)            |
| ⋮          | ⋮          |  | 472(=)         | 1(=)            |
| 17-09-2020 | 17-09-2020 |  | 473(+0,21%)    | 1(=)            |
| ⋮          | ⋮          |  | 473(=)         | 1(=)            |
| 20-09-2020 | 20-09-2020 |  | 473(=)         | 1(=)            |
| 21-09-2020 | 21-09-2020 |  | 474(+0,21%)    | 1(=)            |
| 22-09-2020 | 22-09-2020 |  | 474(=)         | 1(=)            |
| 23-09-2020 | 23-09-2020 |  | 476(+0,42%)    | 1(=)            |
| 24-09-2020 | 24-09-2020 |  | 477(+0,21%)    | 1(=)            |
| 25-09-2020 | 25-09-2020 |  | 483(+1,3%)     | 1(=)            |
| 26-09-2020 | 26-09-2020 |  | 485(+0,41%)    | 1(=)            |
| 27-09-2020 | 27-09-2020 |  | 485(=)         | 1(=)            |
| 28-09-2020 | 28-09-2020 |  | 502(+3,5%)     | 1(=)            |
| 29-09-2020 | 29-09-2020 |  | 506(+0,8%)     | 1(=)            |
| 30-09-2020 | 30-09-2020 |  | 508(+0,4%)     | 1(=)            |
| 01-10-2020 | 01-10-2020 |  | 510(+0,39%)    | 1(=)            |
| 02-10-2020 | 02-10-2020 |  | 513(+0,59%)    | 1(=)            |
| ⋮          |            |  |                |                 |
| 05-10-2020 | 05-10-2020 |  | 514(N.D.)      | 1(N.D.)         |
| 06-10-2020 |            |  |                |                 |
| 07-10-2020 | 07-10-2020 |  | 515(N.D.)      | 1(N.D.)         |
| ⋮          | ⋮          |  | 515(=)         | 1(=)            |
| 10-10-2020 | 10-10-2020 |  | 517(+0,39%)    | 1(=)            |
| 11-10-2020 | 11-10-2020 |  | 524(+1,4%)     | 1(=)            |
| 12-10-2020 | 12-10-2020 |  | 525(+0,19%)    | 1(=)            |
| 13-10-2020 | 13-10-2020 |  | 529(+0,76%)    | 1(=)            |
| 14-10-2020 | 14-10-2020 |  | 529(=)         | 1(=)            |
| 15-10-2020 | 15-10-2020 |  | 529(=)         | 1(=)            |
| 16-10-2020 | 16-10-2020 |  | 531(+0,38%)    | 1(=)            |
| 17-10-2020 | 17-10-2020 |  | 536(+0,94%)    | 1(=)            |
| 18-10-2020 | 18-10-2020 |  | 542(+1,1%)     | 1(=)            |
| 19-10-2020 | 19-10-2020 |  | 549(+1,3%)     | 1(=)            |
| 20-10-2020 | 20-10-2020 |  | 550(+0,18%)    | 1(=)            |
| 21-10-2020 | 21-10-2020 |  | 550(=)         | 1(=)            |
| 22-10-2020 | 22-10-2020 |  | 551(+0,18%)    | 1(=)            |
| 23-10-2020 | 23-10-2020 |  | 553(+0,36%)    | 1(=)            |
| 24-10-2020 | 24-10-2020 |  | 555(+0,36%)    | 1(=)            |
| 25-10-2020 | 25-10-2020 |  | 557(+0,36%)    | 1(=)            |
| 26-10-2020 | 26-10-2020 |  | 557(=)         | 1(=)            |
| 27-10-2020 | 27-10-2020 |  | 558(+0,18%)    | 1(=)            |
| 28-10-2020 | 28-10-2020 |  | 559(+0,18%)    | 1(=)            |
| 29-10-2020 | 29-10-2020 |  | 560(+0,18%)    | 1(=)            |
| 30-10-2020 | 30-10-2020 |  | 582(+3,9%)     | 1(=)            |
| 31-10-2020 | 31-10-2020 |  | 585(+0,52%)    | 1(=)            |
| 01-11-2020 | 01-11-2020 |  | 589(+0,68%)    | 1(=)            |
| 02-11-2020 | 02-11-2020 |  | 589(=)         | 1(=)            |
| 03-11-2020 | 03-11-2020 |  | 597(+1,4%)     | 1(=)            |
| 04-11-2020 | 04-11-2020 |  | 606(+1,5%)     | 1(=)            |
| 05-11-2020 | 05-11-2020 |  | 606(=)         | 1(=)            |
| 06-11-2020 | 06-11-2020 |  | 606(=)         | 1(=)            |
| 07-11-2020 | 07-11-2020 |  | 612(+0,99%)    | 1(=)            |
| 08-11-2020 | 08-11-2020 |  | 612(=)         | 1(=)            |
| 09-11-2020 | 09-11-2020 |  | 614(+0,33%)    | 1(=)            |
| 10-11-2020 | 10-11-2020 |  | 615(+0,16%)    | 1(=)            |
| 11-11-2020 | 11-11-2020 |  | 620(+0,81%)    | 1(=)            |
| 12-11-2020 | 12-11-2020 |  | 623(+0,48%)    | 1(=)            |
| 13-11-2020 | 13-11-2020 |  | 624(+0,16%)    | 1(=)            |
| 14-11-2020 | 14-11-2020 |  | 627(+0,48%)    | 1(=)            |
| 15-11-2020 | 15-11-2020 |  | 628(+0,16%)    | 1(=)            |
| 16-11-2020 | 16-11-2020 |  | 630(+0,32%)    | 1(=)            |
| 17-11-2020 | 17-11-2020 |  | 631(+0,16%)    | 1(=)            |
| 18-11-2020 | 18-11-2020 |  | 641(+1,6%)     | 1(=)            |
| 19-11-2020 | 19-11-2020 |  | 641(=)         | 1(=)            |
| 20-11-2020 | 20-11-2020 |  | 649(+1,2%)     | 1(=)            |
| 21-11-2020 | 21-11-2020 |  | 656(+1,1%)     | 1(=)            |
| 22-11-2020 | 22-11-2020 |  | 662(+0,91%)    | 1(=)            |
| 23-11-2020 | 23-11-2020 |  | 664(+0,3%)     | 1(=)            |
| 24-11-2020 | 24-11-2020 |  | 673(+1,4%)     | 1(=)            |
| 25-11-2020 | 25-11-2020 |  | 673(=)         | 1(=)            |
| 26-11-2020 | 26-11-2020 |  | 677(+0,59%)    | 1(=)            |
| 27-11-2020 | 27-11-2020 |  | 681(+0,59%)    | 1(=)            |
| 28-11-2020 | 28-11-2020 |  | 681(=)         | 1(=)            |
| 29-11-2020 | 29-11-2020 |  | 681(=)         | 1(=)            |
| 30-11-2020 | 30-11-2020 |  | 688(+1%)       | 1(=)            |
| 01-12-2020 | 01-12-2020 |  | 689(+0,15%)    | 1(=)            |
| 02-12-2020 | 02-12-2020 |  | 689(=)         | 1(=)            |
| 03-12-2020 | 03-12-2020 |  | 692(+0,44%)    | 1(=)            |
| 04-12-2020 | 04-12-2020 |  | 692(=)         | 1(=)            |
| 05-12-2020 | 05-12-2020 |  | 694(+0,29%)    | 1(=)            |
| 06-12-2020 | 06-12-2020 |  | 694(=)         | 1(=)            |
| 07-12-2020 | 07-12-2020 |  | 698(+0,58%)    | 1(=)            |
| 08-12-2020 | 08-12-2020 |  | 716(+2,6%)     | 1(=)            |
| 09-12-2020 | 09-12-2020 |  | 720(+0,56%)    | 1(=)            |
| 10-12-2020 | 10-12-2020 |  | 720(=)         | 1(=)            |
| 11-12-2020 | 11-12-2020 |  | 723(+0,42%)    | 1(=)            |
| 12-12-2020 | 12-12-2020 |  | 728(+0,69%)    | 1(=)            |
| 13-12-2020 | 13-12-2020 |  | 729(+0,14%)    | 1(=)            |
| 14-12-2020 | 14-12-2020 |  | 729(=)         | 1(=)            |
| 15-12-2020 | 15-12-2020 |  | 735(+0,82%)    | 1(=)            |
| 16-12-2020 | 16-12-2020 |  | 741(+0,82%)    | 1(=)            |
| 17-12-2020 | 17-12-2020 |  | 751(+1,3%)     | 1(=)            |
| 18-12-2020 | 18-12-2020 |  | 760(+1,2%)     | 2(+100%)        |
| 19-12-2020 | 19-12-2020 |  | 761(+0,13%)    | 2(=)            |
| 20-12-2020 | 20-12-2020 |  | 761(=)         | 2(=)            |
| 21-12-2020 | 21-12-2020 |  | 762(+0,13%)    | 2(=)            |
| 22-12-2020 | 22-12-2020 |  | 762(=)         | 2(=)            |
| 23-12-2020 | 23-12-2020 |  | 773(+1,4%)     | 2(=)            |
| 24-12-2020 | 24-12-2020 |  | 773(=)         | 2(=)            |
| 25-12-2020 | 25-12-2020 |  | 786(+1,7%)     | 2(=)            |
| 26-12-2020 | 26-12-2020 |  | 786(=)         | 2(=)            |
| 27-12-2020 | 27-12-2020 |  | 804(+2,3%)     | 2(=)            |
| 28-12-2020 | 28-12-2020 |  | 804(=)         | 2(=)            |

## Cronologia

### Marzo
Il 31 marzo, il ministro della sanità del Burundi Thadée Ndikumana ha confermato i primi due casi di COVID-19 nel paese, si trattava rispettivamente di due cittadini del Burundi che erano tornati dal Ruanda e da Dubai.

### Aprile
Il 2 aprile, è stato confermato un altro caso positivo, una donna di 26 anni, mentre altre 22 persone sono risultate negative al test.

### Maggio
Il 12 maggio, il ministero degli Esteri del Burundi ha inviato una lettera al quartier generale africano dell'OMS, ordinando a quattro funzionari che coordinavano la risposta al coronavirus di lasciare il Paese. La lettera affermava che i quattro individui "sono dichiarati persone non grate e come tali dovevano lasciare il territorio del Burundi" entro il 15 maggio. Secondo quanto comunicato, il ministro della sanità accusava l'OMS di "inaccettabili interferenze nella gestione della pandemia nel paese".

## Misure preventive
Il 12 marzo, il governo ha istituito una quarantena di 14 giorni, per chiunque arrivi da paesi colpiti.